# Bourse d'excellence Eiffel
 (juin 2025).
Le programme de bourse d'excellence Eiffel a été créé par le Ministère des Affaires étrangères et le Ministère de l'Éducation nationale français, afin de faciliter la poursuite d'études par de très bons étudiants étrangers dans l'enseignement supérieur français en leur octroyant sous certains critères une bourse d'études.